# Ormiophasia lanei
Ormiophasia lanei là một loài ruồi trong họ Tachinidae.